# Serviços Aéreos Cruzeiro do Sul
Serviços Aéreos Cruzeiro do Sul est une ancienne compagnie aérienne brésilienne. Elle est fondée en 1927 sous le nom  Syndicato Condor, quelques mois après Varig, par des intérêts allemands. Elle devient Serviços Aéreos Cruzeiro do Sul en 1943. Son réseau est court et moyen-courrier, comportant des lignes intérieures au Brésil et des connexions avec les pays voisins. La compagnie passe sous le contrôle de sa rivale Varig en 1975 et est absorbée en 1993.